# Prokurative

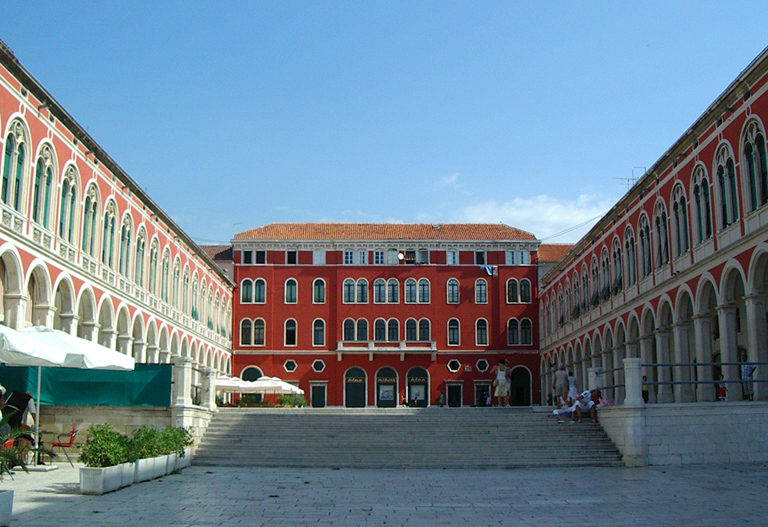
Prokurative (Republikens torg) i Split, Kroatien.

Prokurative, formellt Republikens torg (kroatiska: Trg Republike), är ett torg i centrala Split i Kroatien. Torget är beläget väster om Diocletianus palats och är känt för att vara en plats för kulturella evenemang, däribland Splitfestivalen. Torgets utformande påbörjades under 1800-talets andra hälft då en teaterbyggnad uppfördes. Idag är torget på tre sidor omgivet av byggnader i nyrenässansstil. Den södra sidan öppnar sig mot Adriatiska havet.  

### Fotnoter
1. ↑  Croatia-split.com Arkiverad 3 oktober 2013 hämtat från the Wayback Machine. (engelska)